# Yurok
Yurok (Weitchpec, Eurocs).- Indijansko pleme ili plemena porodice Weitspekan s donjeg toka rijeke Klamath u sjeverozapadnoj Kaliforniji, i susjednoj obali sjeverno i južno od nje. Yuroki danas žive na nekoliko rezervata u Kaliforniji, to su Yurok Reservation, Resighini, Elk Valley Rancheria, Trinidad Rancheria, etc. Svih skupa ima ih danas prema raznim podacima između 2,500 i 5,000. 

## Ime
Značenje riječi yurok koja dolazi iz jezika Karok Indijanaca označava 'nizvodni' ('downstream') narod, za razliku od samih Karoka 'uzvodnog' naroda s rijeke Klamath. Drugi nazivi su za njih Eurocs i Weitspek. 

## Sela
- Ayotl, kod ušća Blue Creeka.
- Erner, ušće Blue Creeka.
- Ertlerger, ušće Trinity Rivera, na zapadnoj strani.
- Espau, na obali sjeverno od Redwood Greeka.
- Hergwer, na Stone Lagooni.
- Himetl, sjeverna strana Klamath Rivera.
- Ho'pau, Klamath River, nekolioko milja od obale.
- Keihkem, 2 'grada': (1) na Big Lagoon; (2) na sjevernoj strani Klamath Rivera.
- Kenek, južna strana Klamath Rivera.
- Kenelkpul, južna strana Klamath Rivera, nedaleko od Keneka.
- Kepel, sjeverna strana Klamath River.
- Ko'otep, sjeverna strana Klamath Rivera.
- Lo'olego, sjeverna strana Klamath Rivera, više od ušća rijeke Trinity.
- Ma'ats, na Big Lagooni.
- Merip, sjeverna strana Klamath Rivera.
- Meta, južna ili zapadna obala Klamatha.
- Metskwo, ušće Little Rivera.
- Murekw, sjeverna obala Klamatha.
- Nagetl, južna ili zapadna obala Klamatha nasuprot ušća Blue Creeka.
- Nohtskum, južna obala Klamatha.
- Omen, na obali oceana sjeverno od Klamatha.
- Omenhipur, na obali oceana sejverno od Klamatha.
- Opyuweg, između Big Lagoone i obale.
- Orau, na Redwood Creeku.
- Orekw, južna strana Redwood Creeka, na njenom ušću at.
- Osegen, obala južno od Klamath Rivera.
- Oslokw, istočna strana Big Lagoone.
- Otmekwor, sjeverno od ušća Redwood Creeka.
- Otsepor, južna strana Klamath Rivera ispod ušča Bluff Creeka.
- Otwego, južna strana Klamatha, kod ušća.
- Pa'ar, na sjevernom kraju Big Lagoone.
- Pekwan, na sjevernoj strani Klamatha.
- Pekwututl, na južnoj strani Klamatha, na ušću riejke Trinity.
- Rekwoi, na sjevernoj strani ušća Klamatha.
- Sa'a, južna strana Klamatha.
- Sa'aitl, na sjevernoj strani rijeke Klamath, nekoliko milja od ušća.
- Serper, na sjevernoj strani rijeke Klamath.
- Sregon, sjeverna ili istočna strana Klamatha.
- Tlemekwetl, sjeverna strana Klamatha, ispod Blue Creeka.
- Tmeri, kod Requa.
- Tsahpekw, na zapadnoj strani Stone Lagoona.
- Tsetskwi, sjeverna ili istočna strana Klamatha.
- Tsotskwi, jug Stone Lagoone.
- Tsurau, kod Trinidada.
- Turip, južna strana Klamath, nekolioko milja od obale.
- Wa'asel, sjeverna strana Klamatha.
- Wahsekw, sjeverna ili istočna strana Klamath, ispod Weitchpega.
- Weitspus, nasuprot ušća Trinity Rivera.
- Wetlkwau, južna strana ušća Klamatha.
- Wohkel, južna strana Klamath Rivera, nedaleko ušća.
- Wohkero, sjeverna strana Klamatha.
- Wohtek, blizu Wohkeroa.
- Yohter, južna ili zapadna strana Klamatha.
- Shumig

## Plemena
Teritorij Weitspekana se prostire od Gold Bluffa pa do ušća Klamatha, a kroz povijesno razdoblje spominje se nekoliko plemena, to su:
Weitspek ili Euroc ili Yurok, Pekwan, Meta, Sugon ili Shragoin, a navodno i pleme Chilula, koji se vode i kao ogranak Hupa. Rikwa ili Regua (Re-kwoi, Requa) bilo je ribarsko selo na Klamathu, i možda nije posebni etnonim.

## Povijest
Yuroki na svome sadašnjem teritoriju žive barem od 1300. godine, od kada datira arheološko nalazište koje vodi pod imenom CA-HUM-118, na otoku Gunther Island u okrugu Humboldt. Pronađeni ostaci pripadaju precima Wiyota i Yuroka. Njihov broj prije dolaska bijelaca iznosio je između 2,500 i 3,000. Nakon zlatne groznice  (1849) broj Yuroka zbog ratova i bolesti spao je na u ranom 20.-tom stoljeću na 688 (1910). Njihovi ostaci smješteni su na rezervate Yurok, Big Lagoon (s Tolowama), Blue Lake (s Wiyot i Hupa), Elk Valley (s Tolowama), Resighini, Smith River (s Tolowama) i Tsurai  ili Trinidad (s Wiyot i Tolowa).

## Etnografija
Yuroki geografski pripadaju kalifornijskim plemenima ali ne i njihovo kulturno područje, ono pripada Sjeverozapadnoj obali. Subsistencija Yuroka temelji se na lososu i žiru. Poput kalifornijskih plemena Hupa i Karok poznaju Jumping ili Woodpecker i Deerskin Dance. Njihova sela, bilo ih je oko 50, nisu imala političkog jedinstva, nije postojala institucija poglavice, i međusobno su bila u ratu, isto kao i protiv drugih plemena. Yuroki, narod bez političke organizacije, kako takvi, nisu imali ni redovnu proceduru koja se odnosila na ogrešenje o zajednicu. Yuroki doduše imaju običajem regulirana obeštečenja, kao naknadu za ubojstva, koja se moraju isplatiti bliskim srodnicima, i biti pravedno nadoknađena. Privatno delikatno pravo u strogom smislu ne postoji, jer ne postoje žalbe nekoj višoj vlasti. Nadoknada ili krvarina za ubojstvo isplačuje se prema dogovoru, i kad jednom prihvaćena, bilo bi neprilično da oštećeni i dalje bude ozlojeđen. 
Novac Yuroka je kao kod drugih kalifornijaca je školjka Dentalium. Riba (losos) i žir glavna su hrana. Kanui su se izrađivali od 'redwooda', a koristio se za vožnju rijekom i morem. Po vjeri su šamanisti. Njihova narodna predaja poznaje mnoge legende, mitove i priče, a poznaju i razne zabrane. Yurok Indijanac svoje lukove uvijek izrađuju, kaže Kroeber, od tisovine čiji je dio okrenut prema vrhu padine, ili prema rijeci. Kod njih nalazimo i gvajansku zabranu pranja kuhinjskog posuđa u tekućoj vodi, pa će Yurok masne ruke ili drveno posuđe prati uvijek u stajaćoj vodi

## Vanjske poveznice
- The Yurok Tribe  Arhivirana inačica izvorne stranice od 14. ožujka 2007. (Wayback Machine)
- Yurok
- Yurok, Swanton